# Marija Markeš
Marija Markeš, slovenska agronomka in političarka, * 1962 ?.
Na volitvah v družbenopolitični zbor 8. aprila 1990 je kandidirala na listi Slovenske kmečke zveze ter bila tudi izvoljena v Skupščino Republike Slovenije.
Med 13. majem in 3. decembrom 2004 je bila državna sekretarka Republike Slovenije na Ministrstvu za kmetijstvo, gozdarstvo in prehrano Republike Slovenije.
Med letoma 2005 in 2009 je bila direktorica TNP.
S 1.1.2013 je nastopila kot vodja Sektorja za ohranjanje narave na Ministrstvu za kmetijstvo in okolje.